# محمدحسین میرزا حشمت‌الدوله

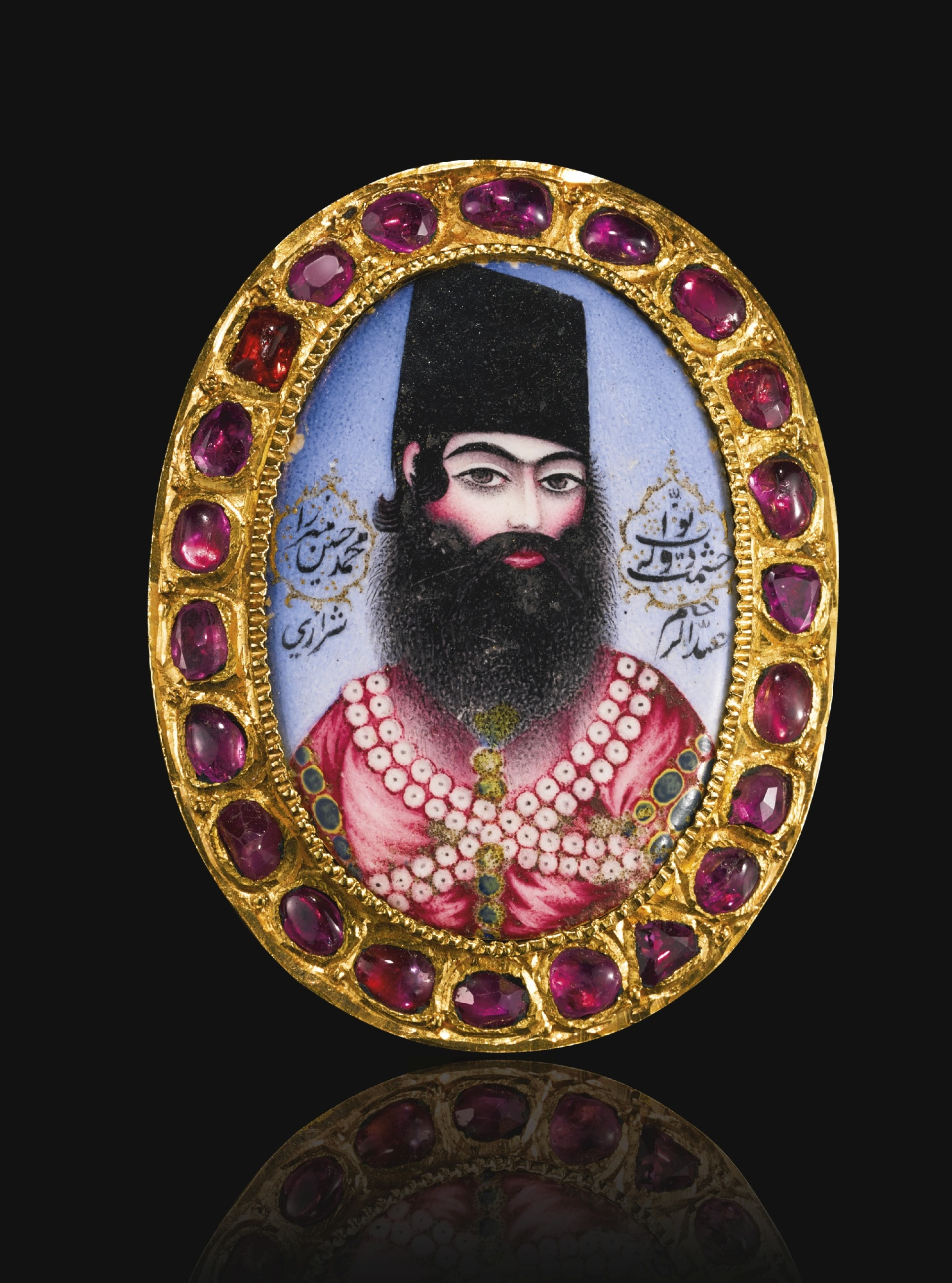
محمدحسین میرزا حشمت‌الدوله

محمدحسین میرزا حشمت‌الدوله از شاهزادگان قاجار، نوهٔ فتحعلی‌شاه و حاکم کرمانشاه، خوزستان و لرستان فیلی بود.
حشمت‌الدوله پسر محمدعلی میرزا دولتشاه و مادرش دختر احمد خان مقدم مراغه بود. از آن رو که بزرگترین اولاد پدرش بود، پس از درگذشت پدرش تمامی مناطق تحت حکمرانی او را به ارث برد. کمی نگذشت که میان او و عمویش محمدتقی میرزا حسام‌السلطنه، حاکم بروجرد، اختلافاتی پدید آمد و حشمت‌الدوله با عموهای دیگرش شیخعلی میرزا (حاکم ملایر و تویسرکان) و محمود میرزا (حاکم نهاوند) هم پیمان شده و به لرستان لشکر کشید و حسام‌السلطنه را مغلوب نمود. به دنبال آن فتحعلی‌شاه غلامحسین‌خان گرجی (سپهدار) را جهت پایان دادن به این زد و خوردها به لرستان گسیل داشت. سرانجام پس از استقرار محمدشاه بر تخت سلطنت، حشمت‌الدوله که داعیه سلطنت در سر داشت، با نقشه قائم مقام فراهانی دستگیر و به همراه جمعی دیگر از شاهزادگان در قلعه اردبیل زندانی شد.